# Heptathela cucphuongensis
Heptathela cucphuongensis is een spinnensoort uit de familie Liphistiidae. De soort komt voor in Vietnam.